# Jovica Stanišić
Jovica Stanišić (Ratkovo, 30. srpnja 1950.) bio je šef Resora državne bezbednosti tj. UDBe, srbijanske tajne službe između 1991. i 1998. godine. U tom svojstvu on je naoružao i zapovijedao svim srpskim paravojnim formacijama, a neke od njih su Crvene beretke, Arkanovi tigrovi, Škorpioni ..., tijekom Domovinskog rata i Rata u Bosni i Hercegovini.

## Karijera
Jovica Stanišić rođen u selu Ratkovo, općina Odžaci, AP Vojvodina, 30. srpnja 1950. godine. Za tadašnji srpski ogranak jugoslavenske tajne službe Službe državne bezbednosti je počeo raditi 1975. godine. Postupnim napredovanjem dolazi 1991. godine na poziciju zamjenika šefa Resora državne bezbednosti, srpske tajne službe. Iz trenutačno nepoznatih razloga bez obzira na to što je bio samo zamjenik on de facto preuzima upravljanje tajnom službom. 
Stanišić postaje šef specijalnih operacija među koje spada i upravljanje Milanom Martićem, predsjednikom takozvane Krajine s kojim je čak gađao hrvatsko selo Lovinac u rujnu 1991. godine. U tom svojstvu Stanišić počinje stvaranje paravojnih srpskih formacija koje će se "proslaviti" tijekom rata u Hrvatskoj i Bosni i Hercegovini, dok će njihov terenski i de facto stvarni zapovjednik biti Franko Simatović. Kao nagradu za uspjehe u Hrvatskoj 31. prosinca 1991. godine Jovica Stanišić postaje i de jure šef Resora državne bezbednosti. 
Tijekom posljednjih mjeseci rata u Bosni i Hercegovini shvativši promjenu političke klime Stanišić i Biljana Plavšić će postati glavni zagovornici sklapanja mirovnog sporazuma po kojem tamošnji Srbi dobivaju kontrolu 49% države. Zbog te političke promjene on će dobiti zahvalnost SAD-a čiji je tajni agent bio od 1992. godine, pa sve do svoje smjene s mjesta šefa RDB Srbije. 1998.
Na položaju šefa RDB-a će se održati sve do 27. listopada 1998. godine kada će biti maknut s položaja, ali će kasnije zbog svojih poznanstava ostati utjecajni pripadnik tajnih službi sve do predaje Haagu 2003. godine. Nakon toga on svojom navodnom bolešću odgađa suđenje i pokušava se proglasiti doživotno nesposobnim kako bi izbjegao zasluženu kaznu.

## Optužba
Stanišiću je suđeno na Međunarodnom sudu za ratne zločine počinjene na području bivše Jugoslavije zbog sudjelovanju u kriminalnoj organizaciji koja je organizirala, naredila, izvršila ili na drugi način pomogla pogubljenja i protjerivanja Hrvata, bosanskih Muslimana, bosanskih Hrvata i drugih nesrba s područja takozvane Republike Srpske Krajine (konkretno područje SAO Krajina, Slavonija, Baranja i Zapadni Srijem) i područja u BiH:Bijeljina, Bosanski Šamac, Doboj, Mrkonjić Grad, Sanski Most, Zvornik i drugih. Dana 30. svibnja 2013. oslobođen je po svim točkama optužnice. Žalbeno vijeće Međunarodnog kaznenog suda za bivšu Jugoslaviju (ICTY) naredilo je 15. prosinca 2015. da se Stanišiću i Simatoviću, ponovno sudi po svim točkama optužnice, za ratne zločine počinjene na području Hrvatske i BiH, zbog sudskih pogrešaka.
Na potpuno ponovljenom suđenju pred Međunarodnim rezidualnim kaznenim mehanizmom (naslijedio neriješene predmete ICTY-ja), Stanišić je, kao i Simatović, prvostupanjskom presudom izrečenom 30. lipnja 2021. proglašen krivim i osuđen na 12 godina zatvora, ali samo za zločine etničkog čišćenja koje su srpske paravojne snage počinile tijekom rata u BiH na prostoru Bosanskog Šamca (zločini počinjeni u Hrvatskoj i ostatku BiH kao da su zaboravljeni).